# Dickerson City
Dickerson City es un lugar designado por el censo ubicado en el condado de Santa Rosa en el estado estadounidense de Florida. En el Censo de 2010 tenía una población de 146 habitantes y una densidad poblacional de 42,35 personas por km².

## Geografía
Dickerson City se encuentra ubicado en las coordenadas 30°28′39″N 87°4′9″O / 30.47750, -87.06917. Según la Oficina del Censo de los Estados Unidos, Dickerson City tiene una superficie total de 3.45 km², de la cual 3.42 km² corresponden a tierra firme y (0.83%) 0.03 km² es agua.

## Demografía
Según el censo de 2010, había 146 personas residiendo en Dickerson City. La densidad de población era de 42,35 hab./km². De los 146 habitantes, Dickerson City estaba compuesto por el 94.52% blancos, el 2.74% eran afroamericanos, el 0% eran amerindios, el 0% eran asiáticos, el 0% eran isleños del Pacífico, el 0% eran de otras razas y el 2.74% pertenecían a dos o más razas. Del total de la población el 4.11% eran hispanos o latinos de cualquier raza.